# (6634) 1987 KB
1987 كي بي (ويعرف أيضًا باسم (6634) 1987 كي بي وفق تسمية الكوكب الصغير) (بالإنجليزية: 1987 KB)‏ هو كويكب ضمن حزام الكويكبات؛ وترتيبه 6634 من حيث الاكتشاف.
اكتُشف هذا الجُرم الفلكي بواسطة كامبيناس في 23 مايو 1987.

## وصلات خارجية
- (6634) 1987 KB في قاعدة بيانات مختبر الدفع النفاث لأجرام النظام الشمسي الصغيرة

- الاكتشاف · مخطط المدار ·  العناصر المدارية · المعلمات المادية

- (6634) 1987 KB على موقع ويكي سكاي: DSS2, SDSS, GALEX, IRAS, Hydrogen α, X-Ray, Astrophoto, Sky Map, Articles and images